# Julia Lathrop

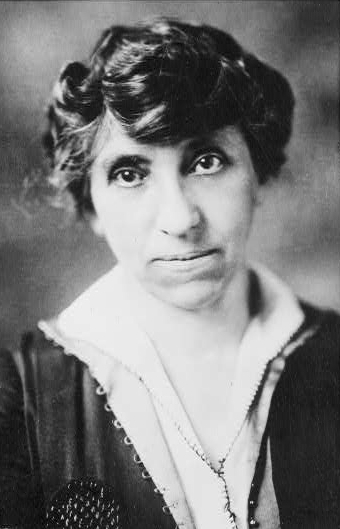
Julia Clifford Lathrop, erste Direktorin des US-amerikanischen Kinderbüros

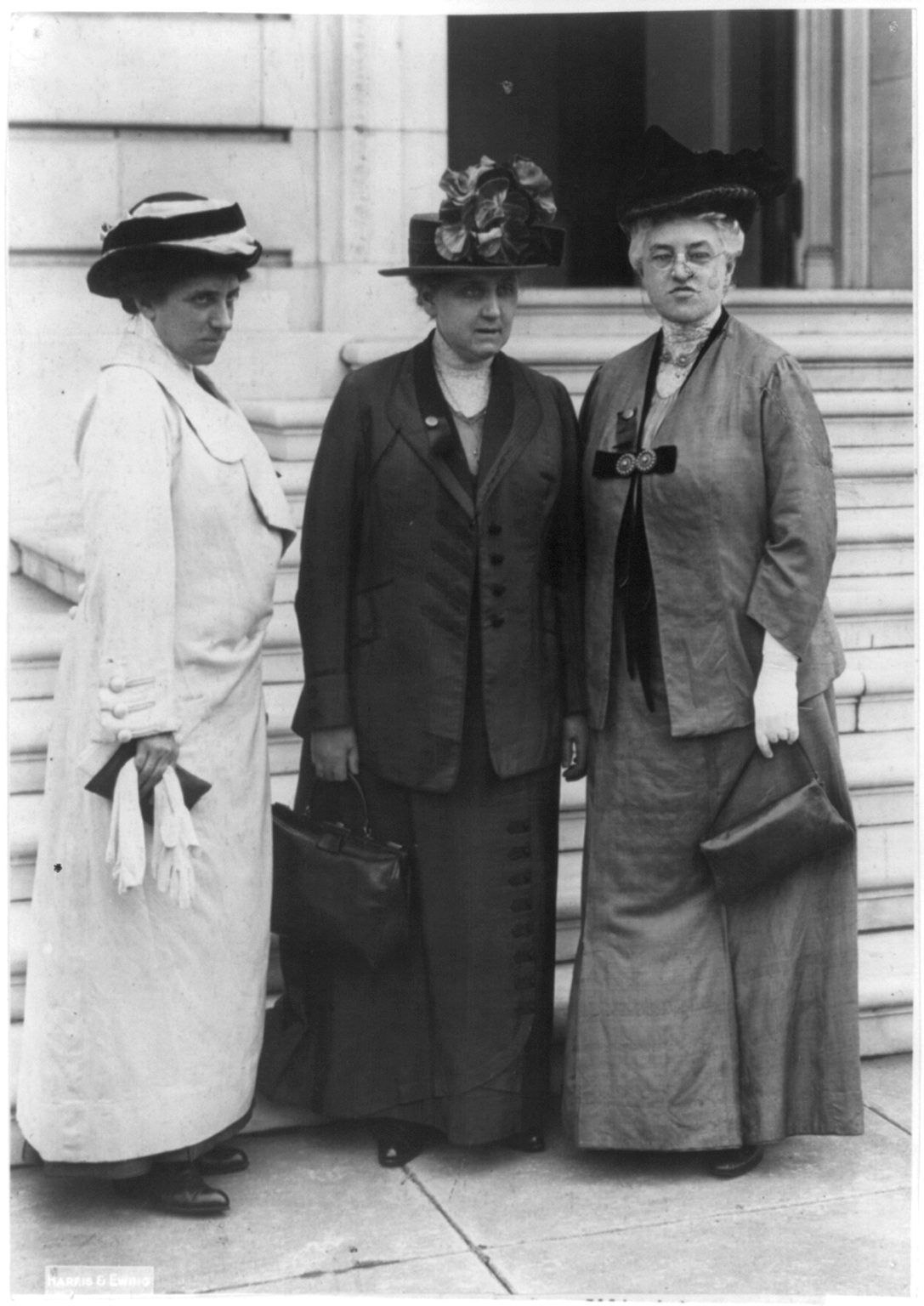
Julia Lathrop, Jane Addams und Mary McDowell 1913 in Washington auf einer Wahlrechtsmission auf dem Capitol Hill

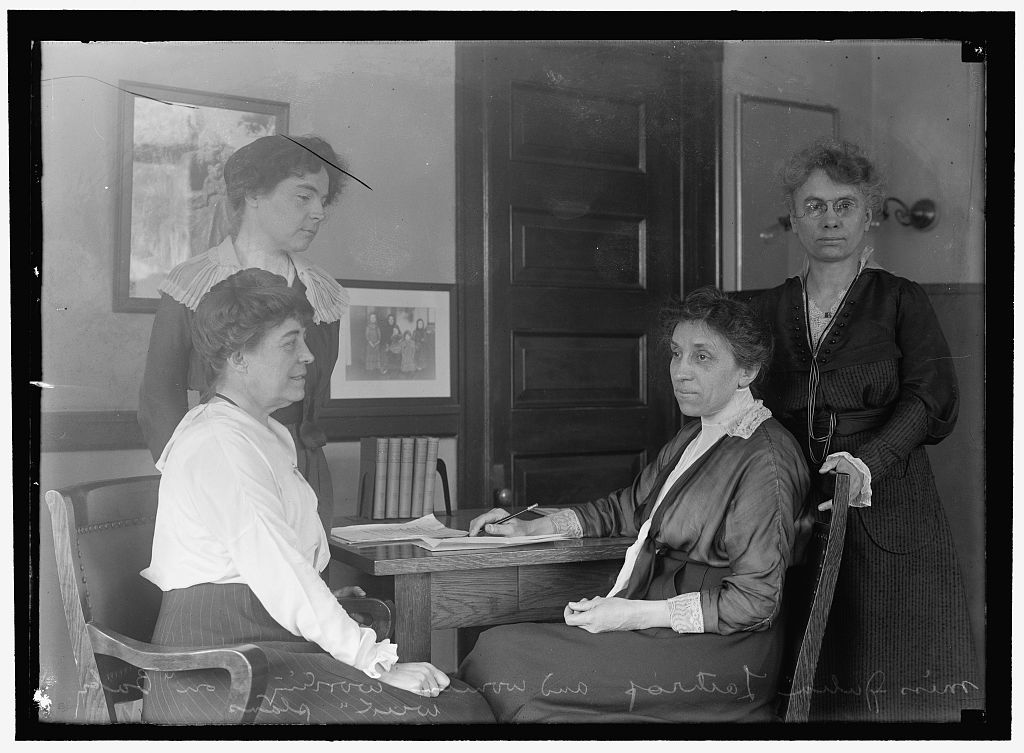
Julia Lathrop (zweite von rechts) mit Assistentinnen, 1916

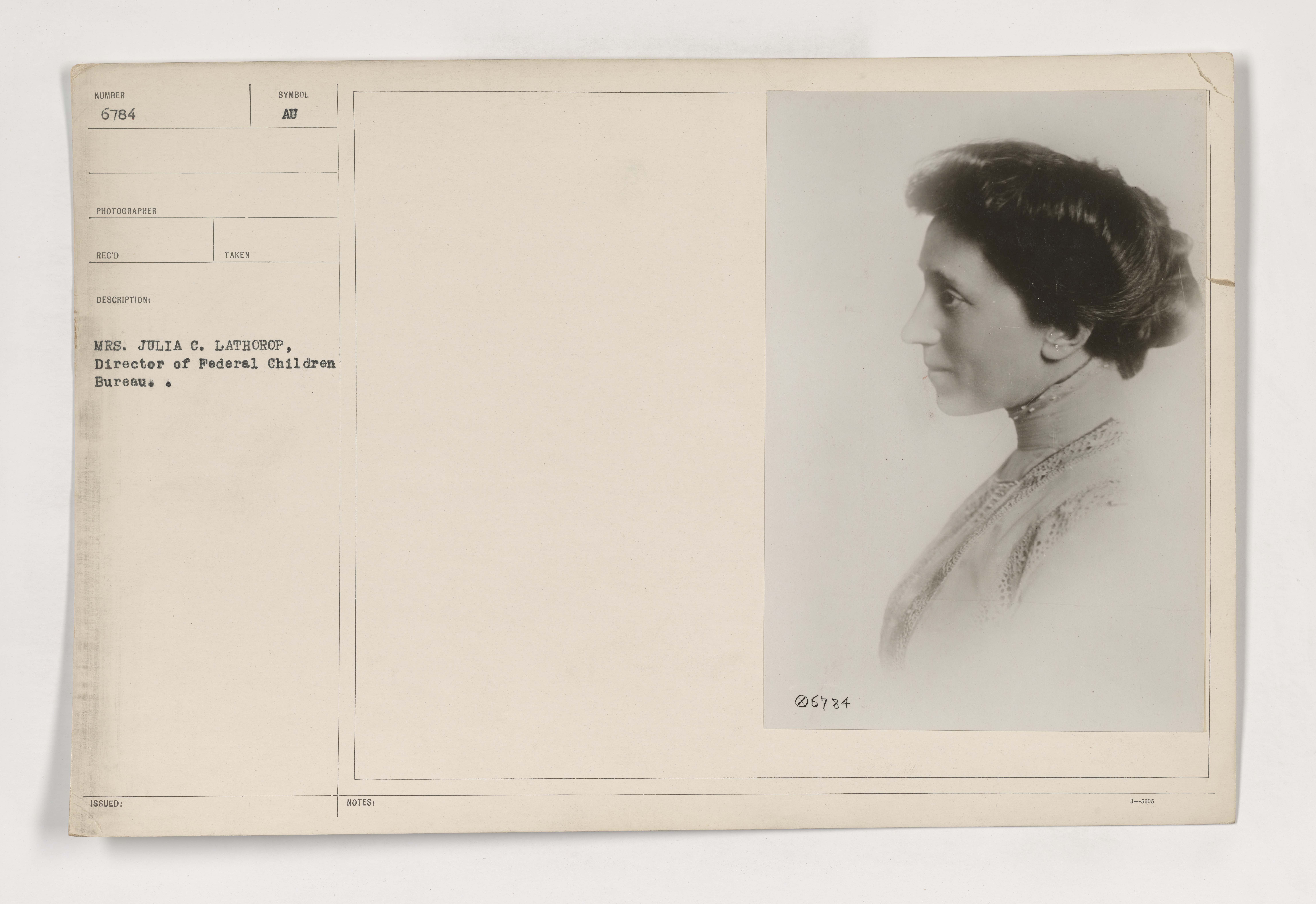
Julia C. Lathrop, Direktorin des Federal Children’s Bureau

 Julia Clifford Lathrop (* 29. Juni 1858 in Rockford, Illinois, USA; † 15. April 1932 ebenda) war eine US-amerikanische Sozialreformerin im Bereich Bildung, Sozialpolitik und Kinderfürsorge. Als Direktorin des US Children’s Bureau war sie die erste Frau an der Spitze einer Bundesbehörde der Vereinigten Staaten.

## Leben und Werk
Lathrop war das älteste von fünf Kindern von Sarah Adeline Potter, einer Absolventin der ersten Klasse des Rockford Female Seminary, und von dem Anwalt William Lathrop, einem der Gründer der Republikanischen Partei und Freund von Abraham Lincoln. Lathrop besuchte zwei Jahre lang das Rockford Female Seminary, wo sie die Soziologinnen Jane Addams und Ellen Gates Starr kennenlernte. Nach einem Jahr wechselte sie an das Vassar College, wo sie 1880 ihren Bachelor-Abschluss erhielt. Danach arbeitete sie 10 Jahre lang in der Anwaltskanzlei ihres Vaters zunächst als Sekretärin und verbrachte einige Zeit mit dem Jurastudium.

## Tätigkeit in Chicago
1890 zog sie nach Chicago, wo sie mit Jane Addams, Ellen Gates Starr, Alzina Stevens, Edith Abbott, Grace Abbott, Florence Kelley, Mary McDowell, Alice Hamilton, Sophonisba Breckinridge und anderen Sozialreformern in Hull House, einer Siedlung für Einwanderer und Hilfsbedürftige, arbeitete. Sie dokumentierte die Mängel, die sie in dem Sozialsystem fand, in den Hull-House Maps and Papers. In Anerkennung ihrer Arbeit ernannte sie der Gouverneur von Illinois 1892 zum ersten weiblichen Mitglied des Illinois State Board of Charities. Im folgenden Jahr inspizierte Lathrop im Auftrag des Illinois Board of Charities zahlreiche psychiatrische Organisationen, Waisenhäuser, Unterkünfte und Suppenküchen. Sie besuchte auch 102 landwirtschaftliche Betriebe und Armenhäuser in Illinois.
Sie setzte sich für die Ausbildung professioneller Sozialarbeiter und die Standardisierung von Beschäftigungsverfahren ein. Dies führte zu einer Öffnung des Arbeitsmarktes für gebildete Frauen sowie zu einer Verbesserung der sozialen Dienste in Städten und Gemeinden. In den nächsten Jahren half sie bei der Einführung von Reformen wie der Ernennung von Ärztinnen in staatlichen Krankenhäusern.
Sie reiste 1898 und erneut 1900 nach Europa, um moderne Techniken der Organisation und Besetzung karitativer Einrichtungen zu studieren. Ihre Erfahrungen wurden Teil eines Handbuchs: Suggestions for Visitors to County Poorhouses and to Other Public Charitable Institutions, welches 1905 veröffentlicht wurde.

## Jugendstrafrecht
1898 forderten Reformer auf der von der Philanthropin Lucy Flower und Lathrop organisierten dritten jährlichen Illinois Conference on Charities ein separates Gerichtssystem für Kinder. Lathrops Erfahrungen im Hull House hatten ihr Kenntnisse über die Bedingungen für Kinder in den Armenhäusern und Gefängnissen vermittelt, wo Kinder ab einem Alter von sieben Jahren zusammen mit Erwachsenen inhaftiert waren. 1899 war sie in Chicago an der Gründung des ersten Jugendgerichts der Welt beteiligt und richtete eine psychiatrische Klinik für junge Straftäter ein. Der Chicago Woman’s Club gründete das Jugendgerichtskomitee, welches Lathrop 1903 zu ihrer ersten Präsidentin wählte.

## Direktorin des Kinderbüros der Vereinigten Staaten
1912 ernannte Präsident William Howard Taft sie zur Direktorin des neu gegründeten Children’s Bureau im Department of Commerce and Labor. Lathrop war die erste Frau, die in der Geschichte der USA zur Büroleiterin ernannt wurde, und sie arbeitete bis 1921 für das Children’s Bureau. Unter ihrer Führung arbeitete das Children’s Bureau an Problemen wie Kindersterblichkeit, schlechter Ernährung und Jugendkriminalität. Nach der Verabschiedung des Keating-Owen-Kinderarbeitsgesetzes 1916, welches den Handel mit von Kindern hergestellten Waren verbot, wurde eine Abteilung für Kinderarbeit geschaffen, um das Gesetz durchzusetzen. Von 1918 bis 1919 war Lathrop Präsidentin der National Conference for Social Work.
1921 war der Sheppard-Towner Maternity and Infancy Act die erste staatlich finanzierte Sozialhilfemaßnahme in den Vereinigten Staaten. Das Gesetz stellte den Bundesstaaten entsprechende Mittel zur Verfügung, um die Kinder- und Müttersterblichkeit zu senken. Die finanziellen Mittel wurden von dem Children’s Bureau verwaltet. Mit den sich ändernden politischen und wirtschaftlichen Bedingungen wurde das Gesetz 1929 außer Kraft gesetzt und einige seiner Bestimmungen fanden Eingang in das Sozialversicherungsgesetz von 1935.
1918 entsandte Präsident Woodrow Wilson sie und Grace Abbott auf eine internationale Konferenz über Kinderfürsorge, um die USA in Europa zu vertreten. Dort war Lathrop maßgeblich an der Gründung eines Kinderbetreuungsbüros in der neu gegründeten Tschechoslowakei beteiligt.
Lathrop zog sich 1921 wegen einer Schilddrüsenerkrankung aus dem Büro zurück, nachdem sie sichergestellt hatte, dass ihre Assistentin Grace Abbott ihre Nachfolge antreten würde.
Von 1922 bis 1924 war Lathrop Präsidentin der Illinois League of Women Voters und war auch an der Gründung des National Committee of Mental Illness beteiligt. 1925 vertrat Lathrop die USA in der Schweiz in dem vom Völkerbund eingesetzten Kinderwohlfahrtskomitee. Von 1925 bis 1930 war sie Mitglied einer Präsidentenkommission zur Untersuchung der Überbelegung auf Ellis Island und Assessorin des Child Welfare Committee of the League of Nations.

## Ehrungen
- Ein Wohnheim an der Rockford University wurde nach ihr benannt.
- Eine Grundschule in Rockford wurde nach ihr benannt.
- Eine Mittelschule in Santa Ana, Kalifornien, trägt ihren Namen.
- 1938 eröffnete die Chicago Housing Authority die Julia C. Lathrop Homes, ein öffentliches Wohnungsbauprojekt im Stadtteil North Center auf der Nordseite von Chicago.
- 1946 erhielt sie in der Tschechoslowakei den Orden des Weißen Löwen.

## Veröffentlichungen (Auswahl)
- 1905: Suggestions for visitors to county poorhouses and to other public charitable institutions. In: Public Charities Committee of the Illinois Federation of Women’s Clubs.
- 1917: Shall this country economize for or against its children. National Education Association of the United States.
- 1918: Provision for the care of the families and dependents of soldiers and sailors. Academy of Political Science.
- 1972: The United States Children’s Bureau. Arno Press. ISBN 0-405-05988-4